# Scalmicauda alboterminalis
Scalmicauda alboterminalis är en fjärilsart som beskrevs av Sergius G. Kiriakoff 1962. Scalmicauda alboterminalis ingår i släktet Scalmicauda och familjen tandspinnare. Inga underarter finns listade.